# Cléder
 Cléder  (en bretón Kleder) es una población y comuna francesa, situada en la región de Bretaña, departamento de Finisterre, en el distrito de Morlaix y cantón de Plouzévédé.

## Demografía
| 4544 | 4275 | 3923 | 3928 | 3801 | 3641 |
| Para los censos de 1962 a 1999 la población legal corresponde a la población sin duplicidades (Fuente: INSEE [Consultar]) |      |      |      |      |      |